# Helena Sławińska

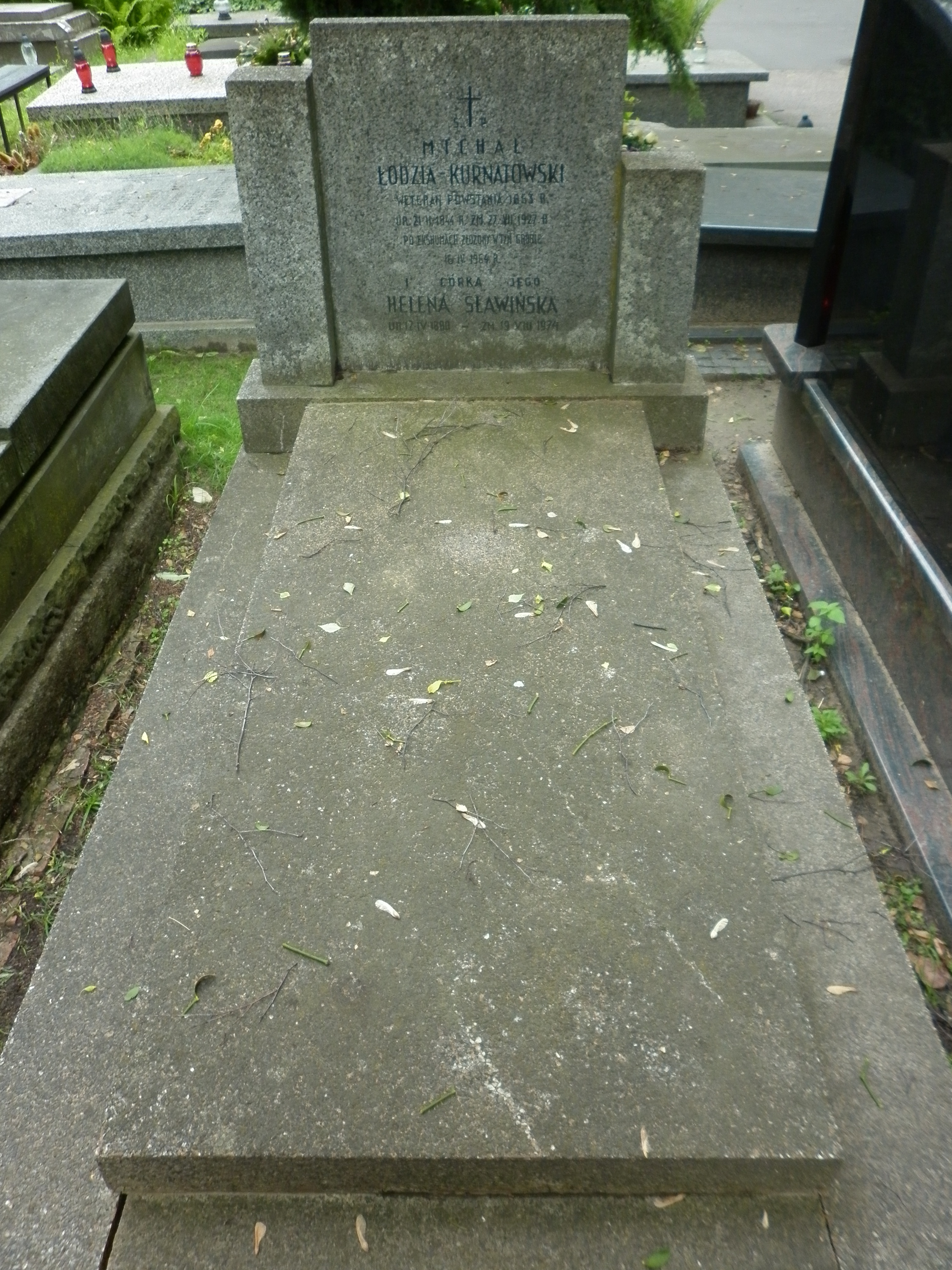
Grób Heleny Sławińskiej na Cmentarzu Wojskowym na Powązkach

Helena Sławińska (ur. 13 lutego 1880 w Płońsku, zm. 19 sierpnia 1974 w Warszawie) – polska działaczka społeczna, organizatorka opieki nad dziećmi i młodzieżą, jako jedna z pierwszych w Polsce wprowadziła rodziny zastępcze jako formę opieki nad dziećmi osieroconymi.

## Życiorys
Urodziła się w Płońsku, będąc jednym z czworga dzieci Heleny z Kossobudzkich i Michała Łodzia-Kurnatowskiego, za udział w powstaniu styczniowym pozbawionego rodzinnego majątku Miłaszewo na Wileńszczyźnie, później pracownika Kolei Warszawsko-Wiedeńskiej. Po ukończeniu pensji i kursów nauczycielskich w Warszawie, wyjechała na Ukrainę, pracując jako nauczycielka domowa w tamtejszych majątkach; wieczorami uczyła niepiśmiennych chłopów. W roku 1911 wyszła za mąż za Seweryna Sławińskiego, inżyniera dróg i mostów, i zamieszkała z mężem w Wilnie. Miała z nim dwie córki: Ewę (ur. 1912) i Irenę (ur. 1913).
Po wybuchu I wojny światowej Seweryn Sławiński został zmobilizowany, a Helena Sławińska wyjechała z córkami do Krzemieńczuka nad Dnieprem, gdzie kierowała utworzonymi społecznie szkołą początkową i przedszkolem. W roku 1918 przyjechała do Warszawy, a w 1920 do Wilna, skąd niebawem, wobec zbliżających się wojsk bolszewickich, uciekła na Pomorze. W Świeciu zorganizowała, przy finansowej pomocy Misji Angielskiej, ochronkę dla dzieci uchodźców z Wileńszczyzny, działającą od września 1920 do czerwca 1921 roku.

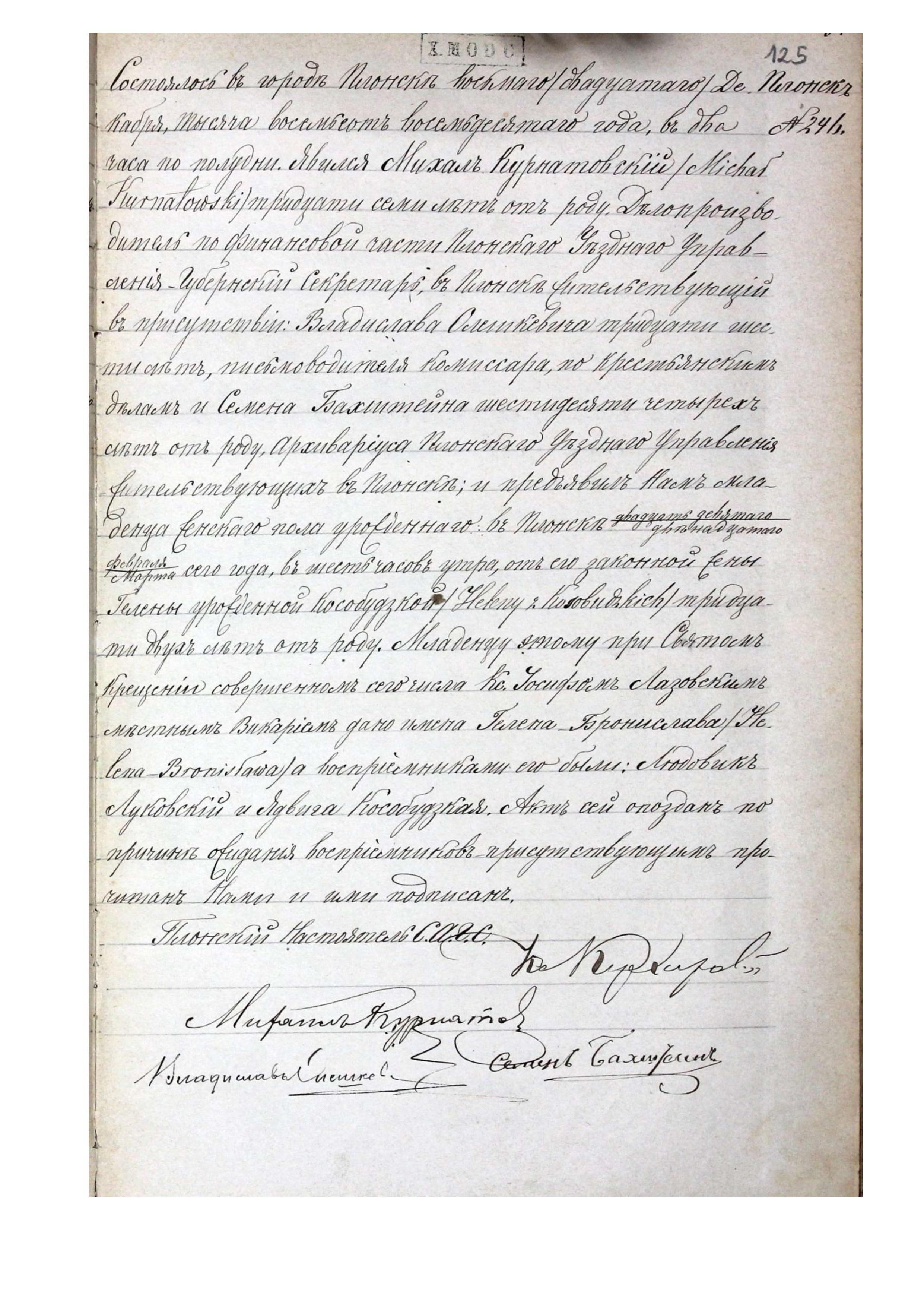
Akt urodzenia Heleny Bronisławy z Kurnatowskich Sławińskiej nr 246/1880 - Archiwum Państwowe w Płocku

W roku 1921 Helena Sławińska przyjechała do Wilna, do męża, który wrócił z wojny z poważnymi problemami zdrowotnymi, także psychicznymi; spadł na nią zatem cały ciężar utrzymania i wychowania córek. Została zatrudniona w Urzędzie Wojewódzkim jako wizytatorka zakładów opiekuńczych na terenie całego województwa wileńskiego. W trakcie 16-letniej pracy zainicjowała tam także nową formę opieki nad dziećmi osieroconymi – rodziny zastępcze. Jednocześnie pracowała społecznie w Centrali Opiek Rodzicielskich (organizacji zrzeszającej rodziców dzieci szkolnych), będąc inicjatorką i organizatorką kolonii letnich dla uczniów szkół średnich. W roku 1938 została odznaczona Srebrnym Krzyżem Zasługi.
Okres II wojny światowej przetrwała w Wilnie, użyczając swojego mieszkania na spotkania członków AK. Wiosną 1945 roku przyjechała do Białegostoku, gdzie do końca stycznia 1949 roku pracowała w kuratorium jako urzędnik Wydziału Opieki nad Dzieckiem, organizując opiekę nad sierotami (polskimi, żydowskimi i niemieckimi), a także dziećmi powracającymi z ZSRR; uruchomiła kilkanaście nowych Domów Dziecka. Z jej inicjatywy i przy pomocy sióstr szarytek zaczęło działać pogotowie opiekuńcze dla dzieci wymagających natychmiastowej opieki, zorganizowała także akcję kolonijną.
Jesienią 1950 roku Helena Sławińska, mając 70 lat, przeniosła się do Lublina, zamieszkując z córką Ireną. Ostatnie lata życia, od 1966 roku, spędziła unieruchomiona po uszkodzeniu stawu biodrowego u córki Ewy w Warszawie. Zmarła 19 sierpnia 1974 roku i została pochowana na Cmentarzu Wojskowym na Powązkach, w kwaterze powstańców styczniowych, w grobie, w którym w roku 1964 pochowano ekshumowane z wileńskiego cmentarza ewangelicko-reformowanego szczątki jej ojca, Michała Kurnatowskiego (kwatera C15-dod. 1-3).